# Irish Red Setter
Der Irish Red Setter ist eine von der FCI anerkannte irische Hunderasse (FCI-Gruppe 7, Sektion 2.2, Standard Nr. 120).

## Herkunft und Geschichtliches
Der im 19. Jahrhundert verfeinert selektierte Hund ist aus dem kontinentalen Spaniel, dem English Setter und dem Pointer hervorgegangen. Als ältere der beiden Irish-Setter-Rassen gilt der Irish Red and White Setter.

## Kurzbeschreibung
Der Irish Setter ist ein mittelgroßer Hund. Die Rüden sind  58–67 cm groß und die Hündinnen 55–62 cm groß.  Sein sattes Kastanienbraun ist ohne jede Spur von Schwarz; kleine, vereinzelte weiße Flecken sind erlaubt. Ihre Augen sind nicht groß und meist dunkel, haselnussfarben oder dunkelbraun. 
Am Kopf, den Vorderseiten der Läufe und den Behangspitzen ist das Haar kurz und fein. Am übrigen Körper und an den Läufen von mäßiger Länge, flach anliegend und möglichst ohne Locken und Wellen. Die Ohren sind von mittlerer Größe und feiner Struktur und sind tief und weit hinten angesetzt. Sein Name „Setter“ leitet sich vom englischen Verb „to set“ ab, welches seine charakteristischen Eigenschaften beschreibt. Dieses bedeutet so viel wie „hinstellen“, „aufstellen“ – übertragen auf den jagdlich geführten Setter also eine „Vorstehhaltung“ einnehmen.

## Verwendung

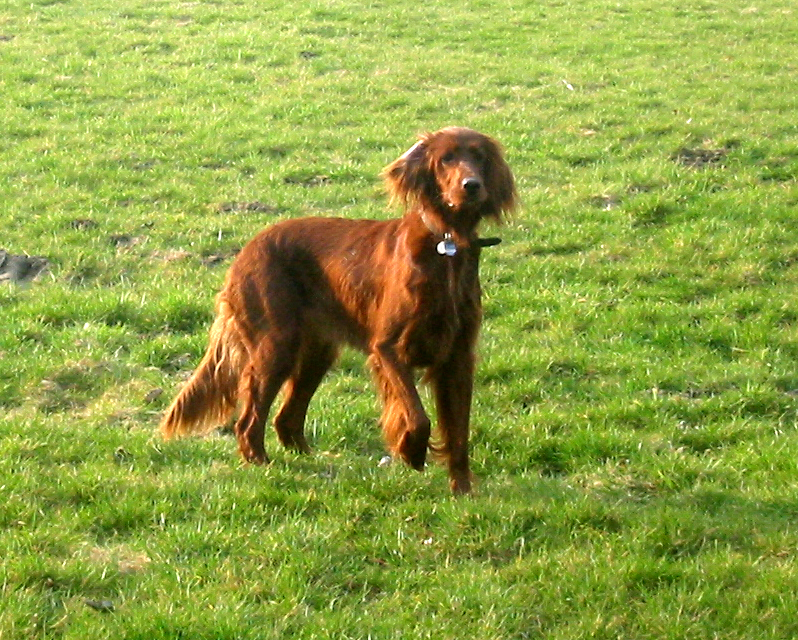
Ein Irish Red Setter in typischer Vorstehpose

Der Irish Red Setter ist ein Vorstehhund mit sehr gutem Geruchssinn, schnell und wendig, der sich besonders gut im Sumpfgelände für die Schnepfenjagd eignet. Er wird auch als Begleithund und Familienhund verwendet.
Der Irish Setter ist ein äußerst aktiver Hund und benötigt täglich zwei bis drei Stunden Auslauf.